# میرحسینی
میرحسینی، روستایی از توابع بخش احمدی شهرستان حاجی‌آباد در استان هرمزگان ایران است.

## جمعیت
این روستا در دهستان احمدی قرار دارد و براساس سرشماری مرکز آمار ایران در سال ۱۳۸۵، جمعیت آن ۳۰۱ نفر (۶۵خانوار) بوده‌است.